# Halász Péter (néprajzkutató)
Halász Péter (Budapest, 1939. október 28. –) magyar agrármérnök, néprajzkutató. Munkássága során főképpen a moldvai csángók kultúrájának, szokásainak kutatásával foglalkozó kutató a Magyar Művelődési Intézet igazgatója, a Honismeret folyóirat főszerkesztője és a Duna Televízió műhelyvezetője és főszerkesztője is volt.

## Életútja
Apai ágon cipszer származású, anyai ágon pedig felvidéki nemesek voltak ősei. Losoncról származó édesapja és sajógömöri édesanyja az első világháború után menekültek Magyarországra a cseh megszállás elől, és Budapesten ismerték meg egymást. A Toldy Ferenc Gimnáziumban végezte középiskolai tanulmányait, ahol Antall József is történelemtanára volt. Mivel részt vett az 1956-os forradalom első évfordulójára szervezett megemlékezésen, amelyen az osztályokban elénekelték a Himnuszt, priuszt kapott, és nem mehetett a tanárképző egyetemre. Így az Agrártudományi Egyetemen tanult, és 1962-ben agrármérnöki diplomát szerzett. Már középiskolásként is érdekelte a néprajz, gyakran járt gyűjtőutakra. Az 1960-as évek elejétől már szervezetten részt vett az önkéntes néprajzi gyűjtőmozgalomban. Egyetemista társaival megismerték Veres Péter és a falukutató szociográfiai írók munkásságát.

## Pályafutása

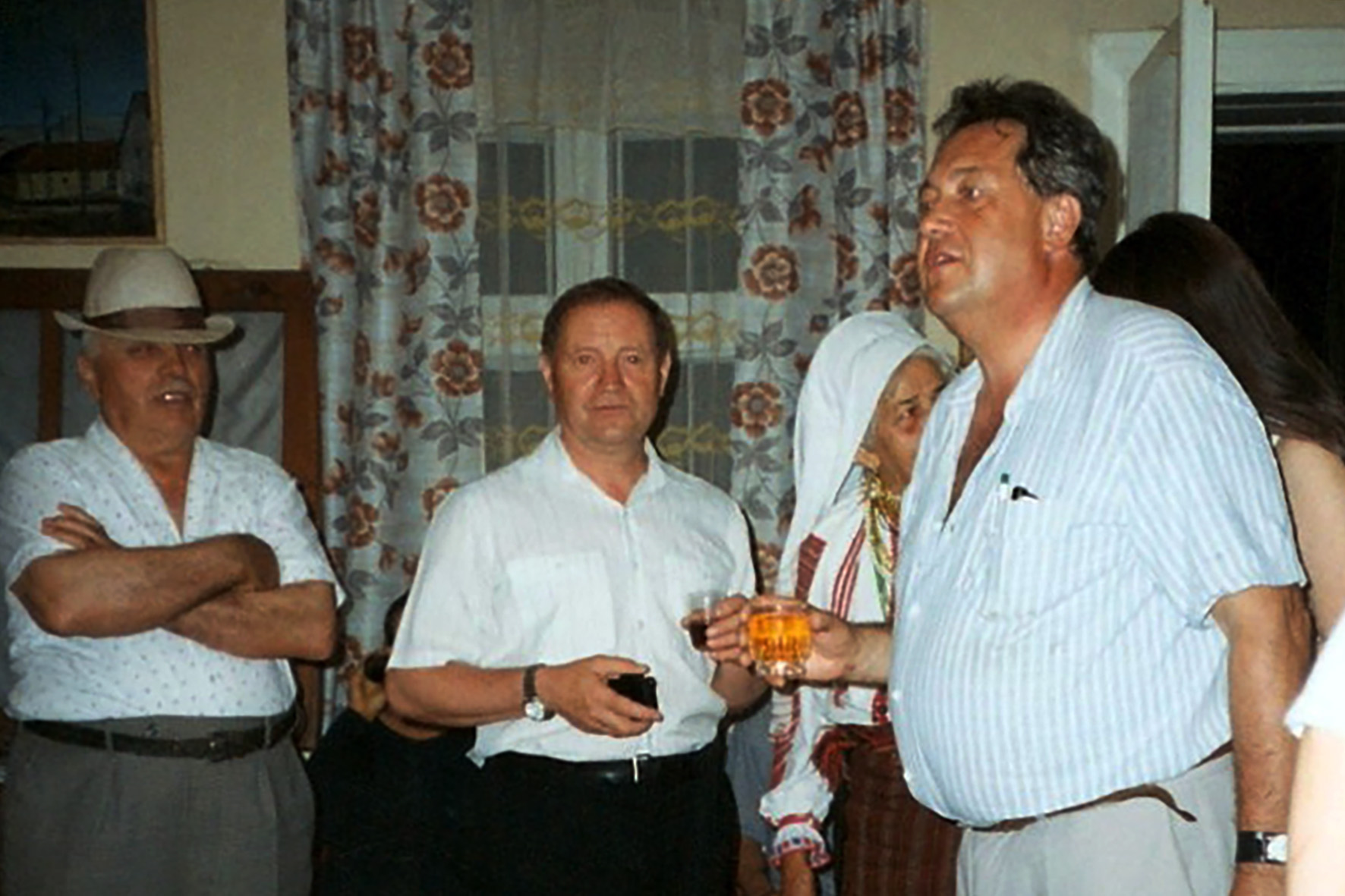
Halász Péter (jobbra) egy rendezvényen

Első munkahelye Dömsödön, a Kiskunsági Állami Gazdaságban volt, ahol sertéstelepi brigádvezetőként dolgozott. 1964 és 1965 között az Agrártudományi Egyetemen műszaki ügyintéző volt, majd 1992-ig az Agrárgazdasági Kutató Intézet tudományos munkatárs, később pedig főmunkatársa volt. Az intézetben elsősorban az állattartás körülményeivel, a termelőszövetkezetek történetével, a háztáji gazdaságok működtetési körülményeivel, valamint az elmaradt mezőgazdasági térségek fejlesztésével foglalkozott, és közben számos, ma már feledésbe merült néprajzi ismeretet is feljegyzett.
Agrármérnöki tevékenysége mellett mindvégig jelen volt a néprajzkutatás, érdeklődését erősítette az 1959-ben megismert Morvay Péter, a Honismeret első szerkesztője és a Néprajzi Múzeum munkatársa is, aki atyai jó barátként támogatta a kutatásait, és bevezette az akkoriban még csak időszakos kiadványként megjelenő Honismeret folyóirat szerkesztői feladataiba. Az 1970-es évek elejétől elinduló a „Repülj, páva!” népdaléneklő műsor és mozgalom hatására a Honismeret rendszeresen megjelenő kiadvánnyá vált, Halász Péter pedig 1974-től 2000-ig szerkesztette a lapot, 1995-től 2010-ig pedig a Honismereti Szövetség elnökeként is dolgozott.
1968-tól a Magyar Néprajzi Társaság Önkéntes Gyűjtők Szakosztályának titkára, majd 1989-től 2009-ig az elnöke volt. 1966-tól már a moldvai magyarok történelmével és néprajzával is foglalkozott. A Magyar Néprajzi Atlasz anyagához a csángók között gyűjtött adatokat. Kutatása elsősorban a helynevekre, a gyűjtögetésre, a gazdálkodásra, az állattartásra, a naptári évhez kötődő népszokásokra, az építkezésre és a hiedelemvilág ismeretanyagára összpontosított, és az 1980-90-es években a Magyar Névtani Dolgozatokban Pusztina, Szabófalva, Külsőrekecsin, Lészped, Klézse, Lábnyik és Ónfalva magyar helyneveiről szóló munkái jelentek meg. 1990 után a Katolikus Lexikon, 1998-tól pedig pedig az Új Révai Lexikon moldvai csángókkal foglalkozó szócikkeit írta. Nevéhez fűződik az első csángó bibliográfia és az első csángó kutatástörténeti összefoglaló megírása (A moldvai magyarok bibliográfiája, 1991; Eredmények és feladatok a moldvai csángók néprajzi kutatásában, 1994).
A rendszerváltás után, Andrásfalvy Bertalan kultuszminiszter biztatására megpályázta a Magyar Művelődési Intézetet igazgatói állását, melyet 1995-ig töltött be, majd tudományos főmunkatársa (1996–1997) lett. 1997-ben Sára Sándor meghívta a Duna Televízió műhelyvezetőjének, később pedig a csatorna főszerkesztője volt 2000-ig. 2000 és 2010 között a Magyar Művelődési Intézet főtanácsosaként dolgozott, innen vonult nyugdíjba. Kutatásait összekapcsolta a filmes alkotó tevékenységgel, számos, a moldvai magyarok életével foglalkozó ismeretterjesztő filmnek volt riportere és szakértője. Munkássága során változatos tematikájú közleményeket publikált, elsősorban a csángók történelméről, társadalmáról, gazdálkodásáról és népszokásairól. A Nem lehet nyugtunk...! című kötete a csángók sorskérdéseivel, magyarságtudatával foglalkozó írásokat (esszék, útirajzok, könyvismertetők stb.) tartalmaz, melyek néprajzkutatók számára is rendkívül fontos ismereteket dolgoznak fel. A 2007-ben napvilágot látott A moldvai magyarok hagyományos állattartása című könyve nagy visszhangot keltett, ugyanis a néprajzi és az agrártörténeti kutatások teljesen ismeretlen területére irányította a figyelmet.
2009-ben a Magyar Néprajzi Társaság Pro Ethnographia Minoritatum-emlékéremmel ismerte el munkásságát. A kitüntetést többek között a határon túli magyar kisebbségek hagyományos kultúrájának kutatásában kiemelkedő eredményt elérő néprajzkutatók kaphatják meg.
2010-ben Budapestről Gyimesközéplokra költözött, ahonnan a moldvai néprajzi kutatásait folytatta. 2011-től a Csíkszeredában megjelenő Moldvai Magyarság folyóirat szerkesztőbizottságának a tagja. 1990-es megalakulásától 2010-ig titkára a Lakatos Demeter Csángómagyar Kulturális Egyesületnek, 2000-től 2018-ig pedig egyik szervezője volt a Budakalászon megrendezett Kárpát-medencei Kisebbségi Magyar Közművelődési Civil Szervezetek fórumának. A 2010-ben megjelent Növények a moldvai magyarok hagyományában és mindennapjaiban című etnobotanikai könyvében jól hasznosította agrármérnöki végzettségét és tudását: adattárában a moldvai termesztett- és a vadnövények rendszertani elnevezését és elterjedését, illetve köznépi megnevezését is feltünteti. Emellett a növényeket leíró történeti forrásokat, a kapcsolódó folklór emlékeket is felsorolja, illetve a növények különböző népművészeti ábrázolására is kitér. Ugyanakkor a moldvai magyarok természetismeretének változását és a növények táplálkozásban, gyógyításban betöltött egykori szerepeit is bemutatja. A 2015-ben megjelent „Cserefának füstje hozta ki könyvemet…” Néprajzi tudománytörténeti írások a moldvai magyarokról című kötete, amelyben a kultúra megtartó erejére vonatkozó néprajzi, tudománytörténeti írások olvashatóak.
2017-ben „a moldvai magyarság népi kultúrájának tanulmányozása, feldolgozása és közkinccsé tétele érdekében kifejtett kiemelkedő tevékenységét” Hargita Megye Tanácsa Kájoni János-díjjal ismerte el.
2018 augusztusában Áder János köztársasági elnök „a Kárpát-medencei magyar néprajztudomány területén elért eredményei, valamint a honismeret ügyének szolgálatában végzett értékteremtő és értékmentő munkája elismeréseként” Magyar Érdemrend lovagkeresztje polgári tagozatát adományozta a kutatónak.
2019. november 6-án Illyés Gyula közművelődési életműdíjjal tüntették ki a nemzeti kultúráért végzett szerteágazó tevékenységéért. A díjat november 9-én a gyimesközéploki templomban adta át Lezsák Sándor, a Magyar Országgyűlés alelnöke, illetve a díjat alapító Nemzeti Művelődési Intézet ügyvezetője, Závogyán Magdolna. 80. születésnapja alkalmából rendezett csíkszeredai ünnepségen a Kriza János Néprajzi Társaság 2019. október 28-án „a moldvai csángó magyar kultúra monografikus kutatásáért” a Társaság Életmű-díjával tüntette ki.

## Publikációi
Halász Péter önálló és szerkesztett köteteinek száma meghaladja az 50-et, bibliográfiájában több mint 1100 tétel szerepel.
Jelentősebb munkái:
- Bokrétába kötögetem vala. A moldvai magyarok néprajzához. Európai Folklór Intézet, Budapest, 2002
- Nem lehet nyugtunk...! Esszék, gondolatok, útirajzok a moldvai magyarokról. Budapest, 2004
- A moldvai csángó magyarok hiedelmei. Budapest, 2005
- A moldvai magyarok hagyományos állattartása. General Press Kiadó. H.n., 2007
- Növények a moldvai magyarok hagyományában és mindennapjaiban. General Press Kiadó. Budapest, 2010
- Hol ér véget a múlt...? Hat évtized a honismeret szolgálatában. Honismereti Szövetség. Budapest, 2014
- „Cserefának füstje hozta ki könnyvemet…” Néprajzi, tudománytörténeti írások a moldvai magyarokról. Kriza János Néprajzi Társaság, Kolozsvár, 2015[11]
- A hagyományos szántóföldi növénytermesztés. General Press Kiadó. Budapest, 2015
- Az első csóktól az első gyermekig. A párválasztás, a házasság és a gyermek a moldvai magyarok szokás- és hiedelemvilágában. Barót, Tortoma, 2020
- "Ninc ki gondot üszeljen ránk...". Néprajzi tanulmányok, dolgozatok a moldvai magyarok hagyományos műveltségéről; Kriza János Néprajzi Társaság–Néprajzi Múzeum, Kolozsvár –Budapest, 2020 (Dissertationes ethnographicae Transylvanicae)

## Elismerései
- Pro Ethnographia Minoritatum-emlékérem, Magyar Néprajzi Társaság (2009)[4]
- Kájoni János-díj (2017)[7]
- Magyar Érdemrend lovagkeresztje polgári tagozat (2018)[8]
- Illyés Gyula közművelődési életműdíj[9][12]
- Kriza János Néprajzi Társaság Életmű-díja (2019)[10]